# Aleksandr Rjazantsev
Aleksandr Rjazantsev, född 15 mars 1980, är en rysk före detta ishockeyspelare. Han spelade bland annat i Severstal Tjerepovets, innan han avslutade sin karriär år 2015. 
I januari 2012 sköt han ett slagskott där pucken kom upp i hastigheten av 183 km/timme, vilket är världsrekord.